# Le Grammont
Le Grammont är en bergstopp i Schweiz. Den ligger i distriktet Monthey och kantonen Valais, i den sydvästra delen av landet, 80 km sydväst om huvudstaden Bern. Toppen på Le Grammont är 2 171 meter över havet.